# Mortal Kombat 3
Mortal Kombat 3 (viết tắt là MK3) là một trò chơi điện tử đối kháng trong loạt trò chơi đối kháng nổi tiếng Mortal Kombat, phát hành lần đầu năm 1995.
Năm 1995 là một năm đánh giá sự tân tiến của ngành công nghệ của trò chơi cách mạng 2D sắp có dấu hiệu chuyển biến phức tạp, thời điểm này rất thích hợp tung ra bản thứ ba của bộ trò chơi điện tử với tên gọi tắt là MK3 khởi đầu cho làn sóng ác mộng lan toả trên khắp nước Mỹ, với hơn 15 nhân vật xuất hiện trong trò với các chiêu thức được cải tiến của những thế hệ tương lai đã cho ta thấy sự khác biệt quá lớn của công nghệ kỹ thuật số thời đó, sự phức tạp của phần 3 này đã đưa trò chơi này lên một tốc độ nhanh đến chóng mặt khi các nhân vật lao đến và tung các đòn liên hoàn vùn vụt gần 5, 6 cú đấm đá vào người đối phương. Tấn công với tất cả những gì có được kể cả vũ khí, máu chảy lênh láng bắn tung toé trên mặt đất đủ các màu xắc như màu đen của dầu nhớt (Cyrax), màu xanh nhạt của giống loài khác (Reptile) v.v… Với tóc tai chỉnh tề, quân phục mặc gọn gàng chiếm hết những khoản thời gian căng óc của người chơi theo dõi những diễn biến đến hớp hồn mà trò chơi tạo ra gây choáng và sốc nặng vì trò chơi đã thay đổi gần như một trò chơi khác ngoại trừ tên nhân vật không đổi kể cả cái tên trò. Năm đó trước sự phản ứng dữ từ các fan hâm mộ với thể loại mới nên hãng phim New Line đã đốc thúc ngay công việc chuyển thể ngay dòng trò chơi điện tử này lên phim với tựa đề cùng tên. Đây là một trong những tựa phim không cùng chí hướng với trò chơi nên các fan nhỏ con mau chóng thích vì bộ phim tựa tựa kiểu phim anh hùng chống quái vật theo kiểu siêu nhân nên Cuộc Chiến Sinh Tử bắt buộc đành phải trở thành một bộ phim truyền hình dài tập được trình chiếu trên TV chứ không mang lại cho họ giấc mơ tiến đến nghệ thuật thứ bảy trên những lễ trao giải tại Liên hoan Phim long trọng được tổ chức hàng năm. Đó là cái cay đắng nhất nhưng không vì vậy mà bộ trò chơi điện tử này bị thui chột trước ánh hào quang của ngành công nghiệp giải trí, vinh quang vẫn thuộc về họ với trò chơi tạo nên lịch sử trong phần thứ ba của dòng trò chơi điện tử đối kháng đã thổi bay sự bàn tán của những độc giả khó tính nhất trong thời kỳ thay đổi. Hai phiên bản mở rộng Ultimate và Trilogy đã nói lên tất cả sự cố gắng của họ trong việc thúc đẩy phiên bản này với những khả năng khó đoán, hiện nay tuy đã nhảy lên hệ máy Play Station 2 nhưng phần 3 của bộ trò chơi này vẫn chưa có bản làm lại trên nền 3D giống như phần hai cho nên rất khó xác định liệu sau này tương lai sắp tới chúng ta có gặp lại nó hay không mới là quan trọng.